# Nemacheilus masyai
 Nemacheilus masyai és una espècie de peix de la família dels balitòrids i de l'ordre dels cipriniformes que es troba a l'oest de Malàisia, Tailàndia i les conques dels rius Meklong i Chao Phraya.
Els mascles poden assolir els 13,5 cm de longitud total.